# Neopachyloides peruvianus
Espèce
Synonymes
- Ceropachylinus peruvianus Roewer, 1956

Neopachyloides peruvianus est une espèce d'opilions laniatores de la famille des Ampycidae.

## Distribution
Cette espèce est endémique de la région de Junín au Pérou. Elle se rencontre vers San Luis de Shuaro.

## Description
Le mâle holotype mesure 4 mm.

## Systématique et taxinomie
Cette espèce a été décrite sous le protonyme Ceropachylinus peruvianus par Roewer en 1956. Elle est placée dans le genre Neopachyloides par Pinto-da-Rocha, Benedetti, Vasconcelos et Hara en 2012.

## Étymologie
Son nom d'espèce lui a été donné en référence au lieu de sa découverte, le Pérou.

## Publication originale
- Roewer, 1956 : « Arachnida Arthrogastra aus Peru, II. » Senckenbergiana biologica, vol. 37, p. 429–445.